# Штайгер, Якоб Роберт
Якоб Роберт Штайгер (нем. Jakob Robert Steiger; 7 июня 1801, Бюрон, кантон Люцерн, Швейцария — 5 апреля 1862, Люцерн, Швейцария) — швейцарский врач и либеральный политик.
За участие в попытке переворота он был приговорён к смертной казни. Приговор был в конечном итоге заменён на каторгу на галерах, откуда ему удалось бежать.
После падения консервативного правительства в 1847 году был избран в кантональный парламент Люцерна и Национальный совет, который возглавлял в 1848—1849 гг.